# Valdecuenca
Valdecuenca község Spanyolországban, Teruel tartományban. Valdecuenca Albarracín községgel határos. Lakosainak száma 28 fő (2024).

## Népesség
A település népessége az utóbbi években az alábbiak szerint változott:
| Lakosok száma | 40   | 43   | 47   | 54   | 56   | 40   | 37   | 34   | 31   | 28   |
|               | 2001 | 2004 | 2007 | 2009 | 2012 | 2014 | 2017 | 2019 | 2022 | 2024 |